# Ándhrapradéš
Ándhrapradéš nebo Ándhra Pradéš (telugsky ఆంధ్ర ప్రదేశ, Ándhra pradéš, urdsky آندھرا پردیش, Āndhrā pradēsh, anglicky Andhra Pradesh), v překladu Země Ándhrů (pradéš je hindsko-urdský výraz pro stát nebo provincii) je svazový stát v jihovýchodní části Indie. Na jihu sousedí se státem Tamilnádu, na západě s Karnátakou, na severu s Telangánou a Urísou. Na východě ho omývají vody Bengálského zálivu; u pobřeží leží enkláva Yanam, která patří pod svazové teritorium Puttuččéri. Parlament, vláda, jakož i další úřady státu sídlí v Hajdarábádu, který však od června 2014 není součástí Ándhrapradéše, jelikož připadl novému státu Telangáně.

## Správní členění
Ándhrapradéš se dělí na 23 okresů (telugsky జిల్లా džillá, pl. జిల్లాలు džillálu anglicky district, pl. districts). Mnohé okresy se jmenují podle měst, což je poznat i podle názvů: úru je telugský výraz pro „vesnici“, nagar sanskrtský (do telugštiny převzatý) a ábád (ábádu) persko-urdský pro „město“. Okresy Kršna a Gódávari se zase jmenují podle významných ándhrapradéšských řek.
- అనంతపురం / Anantapuram / Anantapur
- ఆదిలాబాదు / Adilábádu / Adilabad
- కడప / Kadapa / Kadapa
- కరీంనగర్ / Karímnagar / Karimnagar
- కర్నూలు / Karnúlu / Kurnool
- కృష్ణా / Kršna / Krishna
- ఖమ్మం / Khammam / Khammam
- గుంటూరు / Guntúru / Guntur
- చిత్తూరు / Čittúru / Chittoor
- తూర్పు గోదావర / Túrpu Gódávari (Východní Gódávari) / East Godavari
- నల్గొండ / Nalgonda / Nalgonda
- నిజామాబాదు / Nidžámábádu / Nizamabad
- నెల్లూరు / Nellúru / Nellore
- పశ్చిమ గోదావర / Paščima Gódávari (Západní Gódávari) / West Godavari
- ప్రకాశం / Prakášam / Prakasam
- మహబూబ్ నగర / Mahabúb Nagar / Mahbubnagar
- మెదక్ / Medak / Medak
- రంగారెడ్డి / Rangáreddi / Rangareddi
- వరంగల / Varangal / Warangal
- విజయనగరం / Vidžajanagaram / Vizianagaram
- విశాఖపట్నం / Višákhapatnam / Visakhapatnam
- శ్రీకాకుళం / Šríkákullam / Srikakulam
- హైదరాబాదు / Hajdarábádu / Hyderabad

## Telangana
Do roku 2014 byla součástí státu i Telangána. Indický parlament schválil zákon o reorganizaci Ándhrapradéše, který tak umožnil vznik Telanganě.

## Demografie

### Jazyk
Jeho obyvatelé Ándhrové (též Telugové) hovoří drávidským jazykem telugštinou, ale v hlavním městě Hajdarábádu, někdejším muslimském centru jižní Indie, je také poměrně rozšířená urdština. Ándhrapradéš byl vytvořen v roce 1956 spojením státu Ándhra (dříve součásti tzv. Madráského prezidentství) a telugsky mluvících částí území dosavadního státu Hajdarábádu.

### Náboženství
| Náboženství v Ándhrapradéši & Telenganě | Náboženství v Ándhrapradéši & Telenganě | Náboženství v Ándhrapradéši & Telenganě | Náboženství v Ándhrapradéši & Telenganě | Náboženství v Ándhrapradéši & Telenganě |
| --------------------------------------- | --------------------------------------- | --------------------------------------- | --------------------------------------- | --------------------------------------- |
| Náboženství                             |                                         |                                         | Procent                                 |                                         |
| hinduisté                               | hinduisté                               |                                         | 88,5 %                                  | 88,5 %                                  |
| muslimové                               | muslimové                               |                                         | 9,6 %                                   | 9,6 %                                   |
| ostatní                                 | ostatní                                 |                                         | 1,9 %                                   | 1,9 %                                   |

Podle sčítání lidu z roku 2011 (tudíž před rozdvojením státu, a proto zahrnuje i údaje ze sousedního státu Telengana) byla populace Ándhrapradéše kolem 88,5% hinduistická s muslimskou menšinou 9,6%, Do zbytku jsou zahrnuti křesťané, džinisté, sikhové a buddhisté.

## Kosmodrom
V Bengálském zálivu u pobřeží státu leží nevelký ostrov Šríharikova (Shriharikota). Zde agentura ISRO vybudovala kosmodrom pro vypouštění raket s družicemi.